# Liberat z Loro Piceno
Liberat z Loro Piceno OFM (ur. ok. 1214 w Loro Piceno, zm. 1258 w pustelni Soffiano) – włoski franciszkanin, pustelnik i mistyk, błogosławiony Kościoła rzymskokatolickiego.
Liberat urodził się w zamożnej rodzinie, przypuszczalnie znacznego rycerskiego rodu. Zrzekłszy się bogactwa, wstąpił do zakonu franciszkanów, do klasztoru w Roccabrunie koło Urbino. Po otrzymaniu święceń kapłańskich osiadł w pustelni Soffiano (ok. 3 km od posiadłości rodzinnej w Bruneforte, nazwanej wkrótce po jego śmierci San Liberato), gdzie oddał się pokucie, modlitwie i kontemplacji.
Opis kilku wydarzeń z życia Liberata znajduje się w Kwiatkach św. Franciszka.
Jego wspomnienie liturgiczne w Kościele katolickim obchodzono 6 września. W nowym Martyrologium Rzymskim wyznaczono dzień widniejący w martyrologium franciszkańskim, tj. 30 października.
Kult Liberata z Loro Piceno jako błogosławionego zatwierdził papież Pius IX w 1868 roku.